# Коптски език
Коптският език е семейство от тясно свързани диалекти , произлезли от древноегипетския език и исторически говорени от коптите на Египет, започвайки от трети век след н.е. в Римски Египет .
Коптският език последната фаза от развитието на древноегипетския език, той е заменен от Арабски, като основен говорен език след мюсюлманското завладяване на Египет.
Въпреки че са тясно свързани, коптските диалекти се различават един от друг по отношение на тяхната фонология, морфология и лексика (речник). Езикът на делтата на Нил, придобил известност през 9-ти век и е диалектът, използван от коптската църква .
Той произлиза пряко от древния език, изписван с египетски йероглифи, йератическо и демотическо писмо. Коптската азбука е леко изменена форма на гръцката азбука, като са добавени няколко букви (които са различни за различните диалекти), които са взети от демотическото писмо. Като говорим език, коптският бележи разцвета си от около 200 до 1100 г. Последните сведения, по които се съди кога за последно е бил говорен са от 17 век. Коптският език се е съхранил и до днес като литургичен език в Коптската православна църква, а египетският арабски език е официалният говорим език в днешен Египет.

## Класификация
Коптският език е част от Афро-азиатско езиково семейство от подсемейството на египетските езици. На сахидски диалект езикът е известен като met ən rəm ən kēmə (език на хората от Египет) и met kuptaion (египетски език); В по-късни времена се среща в гръцката форма met aiguption. Изразът logos ən aiguptios (египетски език) също е на сахидски, но logos и aiguptios са от гръцки произход.
Коптският език се изписва с коптска азбука.

## Географско разпространение
Коптският египетски език е бил говорен само в Египет и от историческа гледна точка има малко влияние извън Египет, с изключение на няколко манастира в Нубия. Най-забележимото влияние е оказано на различните диалекти на египетския арабски език, където са запазени голям брой думи от коптския речник, а така и много морфологични, синтактични и фонологични съответствия. Съществуват и значителен брой думи с коптски произход, които са навлезли в Класически арабски. Например:
- timsāḥ تمساح „крокодил“ (на коптски təmsah „крокодилът“)
- ṭūbah طوبة „brick= "кирпич, тухла“ (сахидски to'bə; бохаирски to:bi; така навлиза в испанския език (през андалуски арабски език) като adobe, откъдето преминава в американски английски език
- wāḥah واحة „оазис“ (сахидски wahə, бохаирски wehi)

Няколко думи с коптски произход са открити в гръцкия, някои от които са навлезли и в други европейски езици (например barge от коптското bari „малка лодка, баржа“).
Трябва да се отбележи, че повечето думи с египетски произход, които навлизат в гръцкия език, а оттам и в други европейски езици, произлизат директно от староегипетски език (често демотика), а не от коптски. Пример за това е гръцката дума ὄασις оазис, която навлиза директно от египетското WḤ3T или демотическото WḤỈ, а не от коптското wahə. Коптският език заема няколко староегипетски думи през гръцкия език. Например и сахидската и бохаирската дума ebenos е взета от гръцкото ἔβενος „абанос“, като думата е староегипетска (HBNY).
Старонубийският език (и съвременните нубийски езици) заемат много думи с коптски произход.

### Официален статут
Като отмрял език, коптският език няма никакъв официален статут. Средновековният бохаирски диалект днес се използва като език за литургии в коптската православна и католическа църкви (наравно с арабски и гръцки).

## Лексика и речник
Основният речников фонд на коптския език произлиза от древния египетски език, като е най-близо (и свързан) с демотическата фаза на езика. Около една трета от коптския речник е взета от гръцки език, но заемките не винаги са били изцяло адаптирани към коптската фонологична система, а често имат и семантични различия. Има коптски текстове, които съдържат цели пасажи, които лексикално са изцяло съставени по начина, по който са съставяни гръцките текстове. По-голямата част от коптските текстове са директни преводи на гръцки творби.

## Писмена система
Коптският език използва писменост, почти изцяло произлязла от гръцката азбука, като са добавени няколко допълнителни букви – шест в Сахидския диалект – чийто произход е от демотическия египетски език. Съществуват няколко вариации в броя и формите на тези демотически знаци, в зависимост от диалекта, към който се добавят. Някои от буквите в коптската азбука, които са с гръцки произход, се използват основно в думи, които също са с гръцки произход.
Повечето коптски текстове не съдържат разделение между отделните думи.